# Trabacellula tumidula
Trabacellula tumidula är en bladmossart som beskrevs av Fulford. Trabacellula tumidula ingår i släktet Trabacellula och familjen Cephaloziaceae. Inga underarter finns listade i Catalogue of Life.